# Anthopleura dixoniana
Anthopleura dixoniana is een zeeanemonensoort uit de familie Actiniidae.
Anthopleura dixoniana is voor het eerst wetenschappelijk beschreven door Haddon & Shackleton in 1893.